# 1907年1月14日の日食

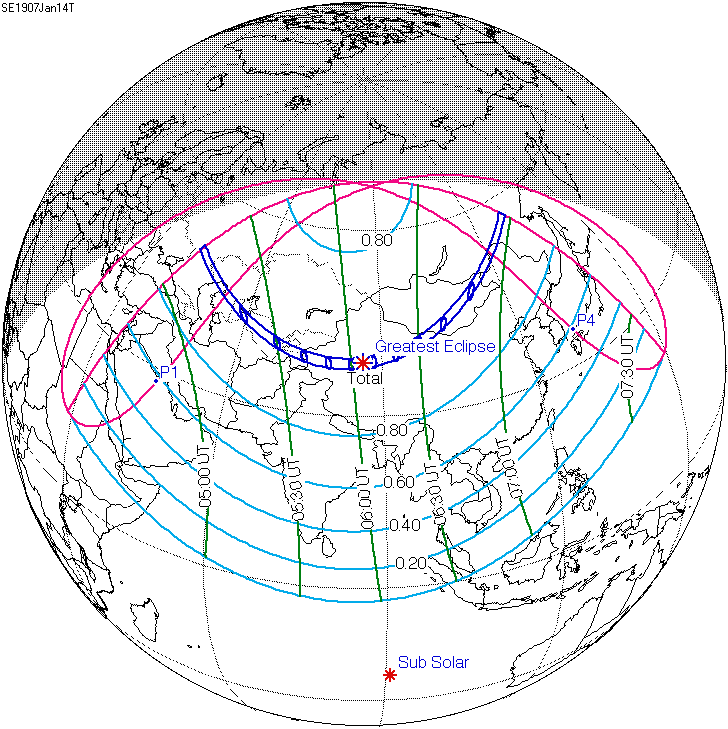

1907年1月14日の日食は、1907年1月14日に観測された日食である。ロシアと中国で皆既日食が観測され、ヨーロッパ南東部、アジアのほとんど及びその周辺の一部で部分日食が観測された。

## 通過した地域
皆既帯が通過した地域が主に海であり、この皆既日食が見えた地域はロシア帝国南部（現在のロシアのヨーロッパ部分の南部、カザフスタン南西部、ウズベキスタン、タジキスタン北部、キルギス南部、ロシアのアジア部分のザバイカリエ地方南東部、アムール州北部、サハ共和国南東部、ハバロフスク地方極西端）、中国を支配していた清の新疆省（現在の新疆ウイグル自治区）、青海（現在の青海省）北西部、自西南向東北斜貫甘粛省北西部、西套蒙古のエジントルグート旗（現在の内モンゴル自治区エジン旗）の一部、外蒙古南部と東部（現在のモンゴル国に属する）、黒竜江省西部（現在の内モンゴル自治区フルンボイル市西部）と北西部（現在の内モンゴル自治区フルンボイル市北部と黒竜江省大興安嶺地区北西部）だった。皆既食の最大は中国新疆省ケリヤ県東部（現在は分立されたチャルチャン県に属する）にある。
また、皆既日食が見えなくても、部分日食が見えた地域はアジアのほとんど（シベリア北東部の約半分、千島列島北東部の約半分、アメリカ領フィリピン（現在のフィリピン）南部、スマトラ南部の約半分、マレー諸島の他の全ての島を除く）、東ヨーロッパ南東部、アフリカ北東部だった。

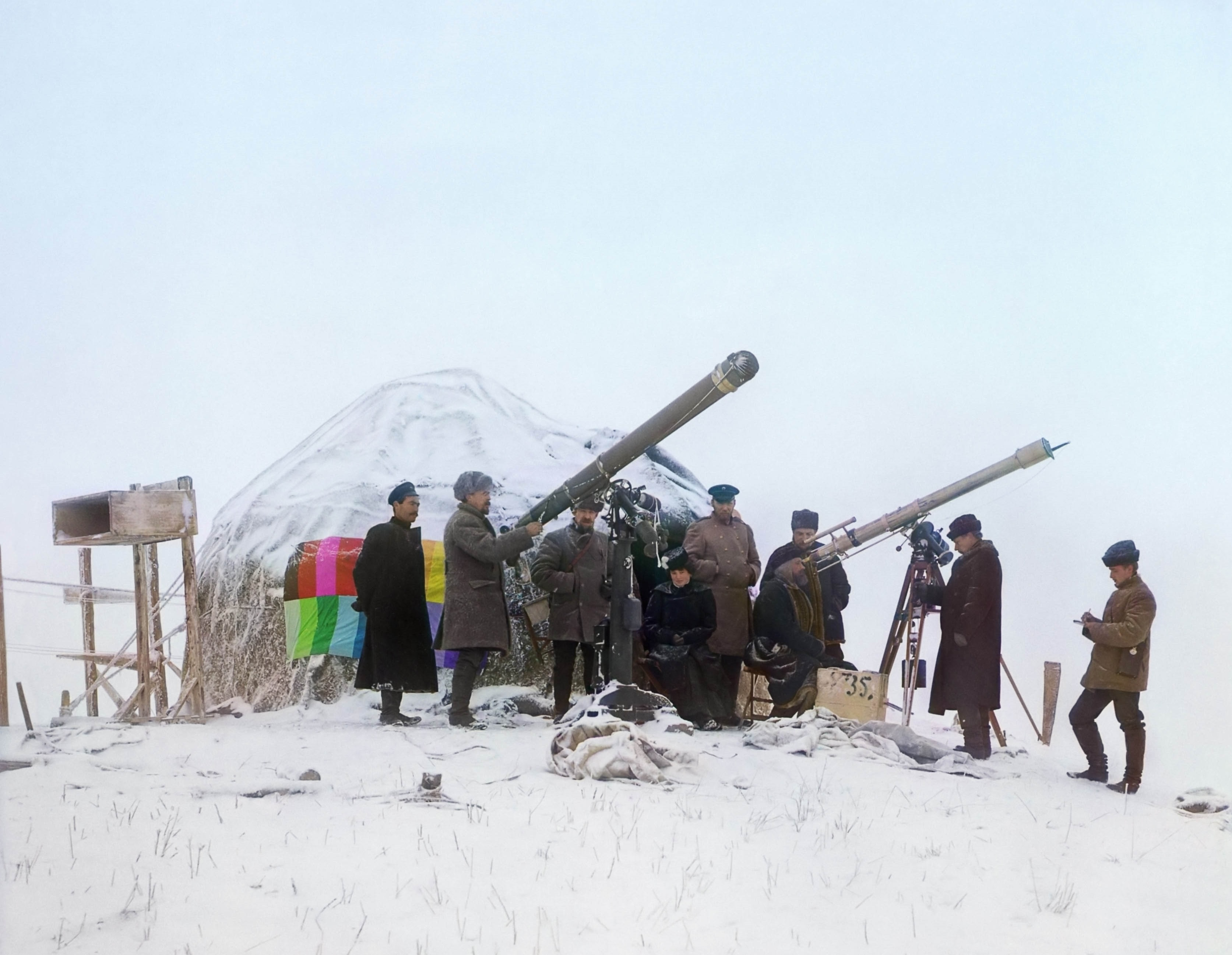
シュリュクタで観測しているロシアの観測隊

## 観測
ロシアの観測隊は天山山脈西部のアライ山脈にあるシュリュクタ炭鉱地帯（現在のキルギスに属する）で皆既日食を観測した。当時ロシアでユリウス暦が採用されており、日食はちょうど元日にあった。